# Медики Чикаго (5-й сезон)
Пятый сезон американского медицинского телесериала «Медики Чикаго» премьера которого состоялась на канале NBC 25 сентября 2019 года, а заключительная серия сезона вышла 15 апреля 2020 года. Всего в сезоне двадцать эпизодов.
13 марта 2020 года производство пятого сезона было приостановлено из - за пандемии COVID-19 в мире.

## Сюжет
Сериал рассказывает о команде врачей, работающих в чикагской больнице. Каждый день им приходится работать в полном хаосе и разбираться с уникальными случаями.

## В ролях

### Основной состав
- Ник Гелфусс - доктор Уилл Холстед
- Яя Дакоста - медсестра Эйприл Секстон
- Колин Доннелл - доктор Коннор Роудс ( 1 серия 5 сезона)
- Торри Девито - доктор Натали Мэннинг
- Брайан Ти - доктор Итан Чой
- Марлайн Баррет - старшая медсестра Мэгги Локвуд
- С.Эпата Меркерсон - Шарон Гудвин, глава больницы
- Оливер Платт - доктор Дэниэл Чарльз, глава отделения психиатрии
- Доминик Рэйнс - доктор Крокет Марсель (со 2 эпизода основной состав)

### Второстепенный состав
- Йэн Хардинг – Филипп Девис

## Эпизоды
| № общий | № в сезоне | Название                                                                   | Режиссёр           | Автор сценария                                                              | Дата премьеры    | Произв. код | Зрители в США (млн) |
| --- | ---------- | -------------------------------------------------------------------------- | ------------------ | --------------------------------------------------------------------------- | ---------------- | ----------- | ------------------- |
| 84 | 1          | «Never Going Back to Normal» «Никогда не вернусь к нормальной жизни»       | Майкл Прессман     | Эндрю Шнайдер & Дайан Фролов                                                | 25 сентября 2019 | 501         | 7.53                |
| Уилл и Натали сталкиваются с последствиями ужасного инцидента с автомобилем и остаются сражаться за свои жизни. Расследование начато после подозрительной смерти старшего Корнелиуса Родса, отца доктора Родса. Мэгги получает новости, меняющие ее жизнь. Доктор Чарльз сокращает свой медовый месяц, чтобы ухаживать за молодой пациенткой, у которой, как он подозревает, может быть шизофрения. |            |                                                                            |                    |                                                                             |                  |             |                     |
| 85 | 2          | «We're Lost in the Dark» «Мы заблудились в темноте»                        | Алекс Чаппл        | Джефф Дрэйер                                                                | 2 октября 2019   | 502         | 7.67                |
| Перебои с электричеством в больнице подвергают риску многих пациентов и проверяют навыки персонала и их увлеченных студентов-медиков. Натали возвращается после черепно-мозговой травмы. Итан и Эйприл задаются вопросом, есть ли у них семья в будущем. |            |                                                                            |                    |                                                                             |                  |             |                     |
| 86 | 3          | «In The Valley of the Shadows» «В долине теней»                            | Чарльз С. Кэрролл  | Стивен Хутштейн                                                             | 9 октября 2019   | 503         | 7.47                |
| Доктору Чо и доктору Чарльзу приходится принимать трудные решения, поскольку умирающий человек пытается сохранить свою будущую жизнь с помощью спорного научного метода. Доктор Марсель и Эйприл спорят о том, как обращаться с таинственным пациентом, и Уилл ставит под сомнение возможности Натали. Шарон назначает сиделку, чтобы та следила за Мэгги, к большому ее огорчению. |            |                                                                            |                    |                                                                             |                  |             |                     |
| 87 | 4          | «Infection, Part II» «Инфекция Часть 2»                                    | Майкл Прессман     | История: Дик Вульф & Дерек Хаас Телеадаптация: Эндрю Шнайдер & Дайан Фролов | 16 октября 2019  | 504         | 8.93                |
| Целый жилой комплекс загнан в карантин, когда случаи смертельного вируса перерастают в эпидемию. Полиция ищет зацепку, которая может указать на случай биотерроризма, и Уилл оказывается в опасной близости от подозреваемого. |            |                                                                            |                    |                                                                             |                  |             |                     |
| 88 | 5          | «Got a Friend in Me» «Нашел друга во мне»                                  | Джон Полсон        | Эли Талберт                                                                 | 23 октября 2019  | 505         | 7.84                |
| Доктор Чой и доктор Марсель не сходятся во взглядах на лечение хронической боли пациента, и о Мэгги начинают ходить слухи. Доктор Мэннинг работает, чтобы помочь маленькому мальчику, но ее предложения по лечению оспариваются родителями, которые верят только в использование целостных средств. |            |                                                                            |                    |                                                                             |                  |             |                     |
| 89 | 6          | «It's All in the Family» «Одна семья»                                      | Николь Рубио       | Мередит Фридман & Сафура Фадави                                             | 30 октября 2019  | 506         | 7.95                |
| Действия доктора Мэннинга с недавним пациентом приводят к серьезным последствиям. Эйприл и Ноа расходятся во мнениях по поводу пациента, получившего травму после побоев. Доктора Чарльза навещает друг детства с удивительным откровением. |            |                                                                            |                    |                                                                             |                  |             |                     |
| 90 | 7          | «Who Knows What Tomorrow Brings» «Кто знает, что принесет завтрашний день» | Джерри Ливайн      | Пол Р. Пури & Даниэль Синклер                                               | 6 ноября 2019    | 507         | 8.09                |
| Доктор Чарльз и доктор Холстед впиваются зубами в кровожадное дело. Доктор Марсель и Мэгги устраивают для персонала традиционное варенье из рыбы-зоба. Новые отношения расцветают, в то время как другие остаются на каменистой почве. |            |                                                                            |                    |                                                                             |                  |             |                     |
| 91 | 8          | «Too Close to the Sun» «Слишком близко к солнцу»                           | Майкл Берри        | Джозеф Д'Соуза & Дэнни Уайсс                                                | 13 ноября 2019   | 508         | 7.43                |
| Мэгги получает тревожные новости о новом друге и нарушает протокол, чтобы поддержать его; один из врачей из семьи медиков спешит в неотложную хирургию после жестокого нападения; влиятельный человек в социальных сетях позволяет своим пользователям голосовать за медицинские советы. |            |                                                                            |                    |                                                                             |                  |             |                     |
| 92 | 9          | «I Can't Imagine the Future» «Я не могу представить будущее»               | Чарльз С. Кэрролл  | Эндрю Шнайдер & Дайан Фролов                                                | 20 ноября 2019   | 509         | 8.43                |
| Эйприл получает печальные новости, которые заставляют ее сомневаться в своем будущем с Итаном. Доктор Чарльз и Мэгги видят на горизонте трудные времена. Память Натали после аварии начинает возвращаться. |            |                                                                            |                    |                                                                             |                  |             |                     |
| 93 | 10         | «Guess It Doesn't Matter Anymore» «Думаю, это уже не имеет значения»       | Майкелти Уильямсон | Стивен Хутштейн & Гэбриэль Фейнберг                                         | 8 января 2020    | 510         | 7.46                |
| Бывший пациент доктора Холстеда вновь появляется в больнице. После возвращения Итана, Эйприл решает, говорить ли правду или хранить свою тайну. Доктор Чарльз занимается смертью своей жены. |            |                                                                            |                    |                                                                             |                  |             |                     |
| 94 | 11         | «The Ground Shifts Beneath Us» «Земля под нами колеблется»                 | Марта Митчелл      | Мередит Фридман & Сафура Фадави                                             | 15 января 2020   | 511         | 8.45                |
| Команда больницы приводится в состояние повышенной готовности, когда в аэропорту О'Хара терпит крушение самолет, в котором доктор Абрамс указан в качестве одной из жертв. Пока доктор Марсель и доктор Чой занимаются лечением неопознанного пациента, появляется жена Абрамса и немедленно хочет выдернуть вилку из розетки. Тем временем доктор Мэннинг находит младенца одного в замерзшей машине и позже обнаруживает, что ребенок принадлежит главному операционному директору, которая переживает развод. Доктор Секстон и Эйприл занимаются пациенткой, которая родила ребенка, который, как показывают результаты тестов, не является ее биологическим ребенком. Кроме того, доктор Холстед и доктор Чарльз пытаются организовать безопасное место для инъекций в больнице. |            |                                                                            |                    |                                                                             |                  |             |                     |
| 95 | 12         | «Leave the Choice to Solomon» «Предоставьте выбор Соломону»                | Милена Гович       | Джеффри Дрэйер                                                              | 22 января 2020   | 512         | 8.44                |
| 96 | 13         | «Pain Is for the Living» «Боль для живых»                                  | Винсент Мисиано    | Эли Талберт                                                                 | 5 февраля 2020   | 513         | 8.66                |
| 97 | 14         | «It May Not Be Forever» «Возможно, это не навсегда»                        | Элоди Кин          | Пол Пури & Даниэль Синклер                                                  | 12 февраля 2020  | 514         | 8.17                |
| 98 | 15         | «I Will Do No Harm» «Я не буду вредить»                                    | Ванесса Паризе     | Джозеф Сарно & Дэнни Уайсс                                                  | 26 февраля 2020  | 515         | 8.61                |
| 99 | 16         | «Who Should Be the Judge» «Кто должен быть судьей»                         | Алекс Чаппл        | Сафура Фадави                                                               | 4 марта 2020     | 516         | 8.31                |
| 100 | 17         | «The Ghosts of the Past» «Призраки прошлого»                               | Майкл Ваксман      | Эндрю Шнайдер & Дайан Фролов                                                | 18 марта 2020    | 517         | 9.17                |
| 101 | 18         | «In the Name of Love» «Во имя любви»                                       | SJ Main Muñoz      | Мередит Фридман                                                             | 25 марта 2020    | 518         | 9.60                |
| 102 | 19         | «Just A River In Egypt» «Просто река в Египте»                             | Неизвестно         | Неизвестно                                                                  | 8 апреля 2020    | 519         | 9.07                |
| Пятнадцатилетний юноша прибывает в медицинское учреждение, где ему сразу же начинают оказывать неотложную помощь. Мальчик получил серьезные травмы, вызванные неудачным столкновением хрупкого человеческого тела с твердой поверхностью. Драка между Итаном и Крокеттом, произошедшая не так давно, может стать не последним случаем столкновениях этих двоих, ведь их взаимоотношения и не думают налаживаться. Чувство ревности и конкуренция заставляют их остро реагировать на малейшие раздражители, и эти искры неприязни грозят перерасти в настоящий пожар. |            |                                                                            |                    |                                                                             |                  |             |                     |
| 103 | 20         | «A Needle in the Heart» «Игла в сердце»                                    | Неизвестно         | Неизвестно                                                                  | 15 апреля 2020   | 520         | 9.33                |